# Gian Giorgio Trissino

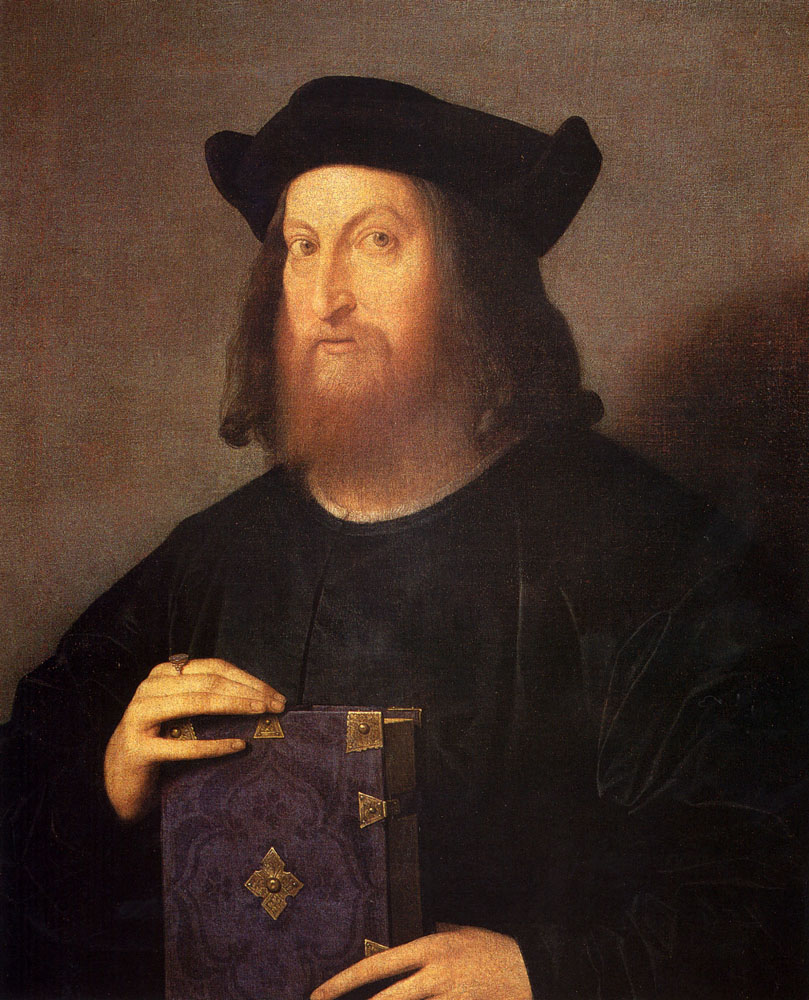
Gian Giorgio Trissino, retratado por Vincenzo Catena (1510)

Gian Giorgio Trissino dal Vello d'Oro (Vicenza, 8 de julho de 1478 — Roma, 8 de dezembro de 1550) foi um humanista, filósofo, poeta, lingüista e gramático italiano. Foi também um tragediógrafo, um especialista em arte militar e aficionado de arquitectura e diplomata para o papado. Seu sobrenome, Tríssino, é uma palavra de pronúncia esdrúxula (proparoxítona).

## Vida
Trissino nasceu de uma família de patrícios em Vicenza. Exilado de Veneza por motivos políticos, viveu na Alemanha e na Lombardia antes de tornar-se um protegido do Vaticano durante os pontificados de Leão X, Clemente VII e Paulo III.
Estudou grego em Milão e filosofia em Ferrara. Seu eruditismo atraiu o Papa Leão X, que em 1515 enviou-o como núncio para a Alemanha. Mais tarde, Clemente VII iria favorecê-lo com o cargo de embaixador. Amigo e mentor de Andrea Palladio, traduziu a obra De vulgari eloquentia de Dante Alighieri para o italiano.
Na história da literatura europeia, Trissino ocupa um lugar de destaque graças à sua tragédia Sophonisba (1515). Baseada na vida da senhora cartaginesa homônima e inspirada nas tragédias clássicas, Sophonisba foi a primeira tragédia dos tempos modernos  e durante muito tempo um modelo de peça trágica. Traduzida para o francês por Mellin de Saint-Gelais, foi apresentada na França com grande sucesso em 1556.
Partidário da regularidade aristotélica, Trissino opunha-se à forma livre dos épicos de cavalaria, como os escritos por Ariosto. Procurando mostrar que era possível compor um épico em língua vernácula de acordo com os preceitos clássicos, ele compôs Italia liberata dai Goti (1547-48), sobre as campanhas de Belisário na Itália. O resultado foi uma obra pálida e fria.
Ele esteve entre os muitos que debatiam sobre o que era o italiano literário. Trissino defendia o enriquecimento da língua italiana. Em Castellano (1529), lançou a teoria de que sua língua era feita de contribuições dos centros refinados da Itália e não era apenas de origem toscana.
Defensor da clareza na escrita, ele propôs escrever o italiano com caracteres adicionais (parcialmente derivados do alfabeto grego) para grafar a diferença entre o E o O abertos e fechados ([ɛ] e [ɔ] vs. [e] e [o]); o S e o Z sonoros e surdos ([z] e[dz] vs. [s] e [ts]); e os I e V vocálicos e consonantais ([i] e [u] vs. [j] e [v]). Apenas sua última proposta foi aceita, levando à distinção entre U e V e I e J, o que acabou sendo adotado por outras línguas europeias.